# Феивер Меркадо
Феивер Меркадо е колумбийски футболист, нападател на Кортулуа.
Първият му гол е отбелязан в Естадио Мануел Мурило Торо срещу „Депорти Толима“ в 65-ата минута на 12 юли 2009 г.